# Beppie Blankert
Beppie Blankert (Medan, 13 april 1949) is een Nederlandse danseres en choreograaf met internationale bekendheid in de wereld van de moderne dans.

## Biografie

### Vroege jaren
Blankert werd geboren in toenmalig Nederlands-Indië en woonde tot haar negende levensjaar in Medan, Sumatra. In Nederland kreeg ze balletlessen bij Tanja Vogel, Job Sanders en Peter Leoneff.
Na de middelbare school ging ze rechten studeren in Groningen, alwaar zij betrokken was bij de oprichting van de Noord Nederlandse Dansgroep (1970). Met onder anderen musicus/componist Harry de Wit was ze actief in de performance groep Mezzing. Na haar afstuderen als juriste werkte ze enige tijd als bewegingstherapeut in de van Mesdagkliniek in Groningen. Ook maakte ze reizen naar Kopenhagen, waar ze choreografeerde voor de groep Living Movement. Ze woonde enige tijd in New York, waar ze studeerde bij Merce Cunningham en Louis Falco.

### Jaren 1980: danseres
In 1981 treed ze toe tot de kerngroep van Stichting Dansproduktie, een gezelschap van professionele dansers, choreografen, componisten en beeldend kunstenaars onder artistieke leiding van Bianca van Dillen. Bij Dansproduktie danste zij in verschillende produkties, waaronder Even (1981), Feuilleton (1982), Hexa (1984), Mariënbad (1984), Vertigo (1985) en In Concert (1986, choreografie Hans van Manen). Ook danste en acteerde ze in diverse samenwerkingen met onder andere het Rotterdamse Onafhankelijk Toneel in de voor haar door Ton Lutgerink gemaakte solo I, Etcetera (1983) en in producties van Ritsaert ten Cate voor Stichting Mickery Workshop.
Voor Dansproduktie maakt ze een aantal choreografieën, zowel solo als groepswerken, waaronder Even (1981), Wantij (1984), En Suite (1985) en Vertigo (1985). In 1986 creëert ze Dubbelspoor, samen met componist Louis Andriessen op tekst van Samuel Beckett. In het stuk danst en acteert zij zelf samen met Caroline Dokter. Dubbelspoor wordt een internationaal succes en wordt behalve in Nederland ook in Duitsland, Engeland en de Verenigde Staten gespeeld.
In de periode 1985-1992 was ze actief met en voor verschillende theatermakers en gezelschappen, onder andere Dansgezelschap Reflex, Toneelgroep Baal, De Salon F’Act, Stichting Dans in Uitvoering, Theater ’t Hoogt en Theater Bellevue. Voor Diversions Dance Company in Cardiff (U.K.) creëert ze Letters, Remember Me. In 1990 is ze solist in de opera de Materie van Louis Andriessen en Robert Wilson voor de Nederlandse Opera.
In 1988 richt ze haar eigen gezelschap Stichting Verzamelde Werken op waarmee ze onder meer Melodie (1988), Collectie (1989) en Charles (1991) maakt. In 1990 neemt ze afscheid van het toneel als actief danser met haar eigen choreografie April.

### Jaren 1990: Dansersstudio
Met haar echtgenoot architect Kees Spanjers verwerft ze in 1991 een leegstaande loods aan het Entrepotdok in Amsterdam, die wordt verbouwd tot studio voor moderne dans. Ze wordt artistiek leider van de opgerichte stichting Dansersstudio, waarin ze ook haar eigen stichting Verzamelde Werken onderbrengt. Vanuit Dansersstudio zijn in de periode 1992-1997 24 moderne dansvoorstellingen geproduceerd door diverse makers en uitvoerenden. Zelf choreografeerde Blankert Ives (1992) en Volume 2 (1994) die samen met Charles (1991) een trilogie vormen over leven en werk van componist Charles Ives, en Odyssey (1995) met muziek van Louis Andriessen op tekst van James Joyce. Met de Ives trilogie en Odyssey boekt zij grote successen tijdens uitgebreide tournees in de Verenigde Staten en Canada.

### Vanaf 2000: Internationale doorbraak
Na het wegvallen van de subsidies voor de Dansersstudio richtte ze in 1999 stichting Beppie Blankert Dansconcerten op, waarmee ze een remake van Dubbelspoor uitbrengt met als performers John Taylor en Christopher Steele, en in 2003 een remake van Odyssey in coproductie met het Museum of Contemporary Art in Chicago. Beide voorstellingen worden opnieuw vooral in de Verenigde Staten gespeeld, waarbij Dubbelspoor (Double Track) door TimeOut NY magazine zelfs wordt uitgeroepen tot beste voorstelling in 2000.
In 2003 maakt ze in New York een locatievoorstelling met kunstenares Julia Mandle; Feast, en werkte ze aan een dansopera met libretto van Norman MacAfee en muziek van Charles Ives, maar krijgt hiervoor uiteindelijk de financiering niet rond. Terug in Nederland choreografeert ze onder meer voor Handtheater de Vagina Monologen (2004) en voor Stichting Tamar Zafira (2004). Samen met Bianca van Dillen maken ze het dubbelluik Oak (Blankert 2006) Sacre (van Dillen 2006). 
In 2008 werkt ze enige tijd in Atlanta waar ze voor Several Dancers Core de voorstelling Cumulus maakt. Ter ere van de toekenning van de Johan Wagenaarprijs aan Louis Andriessen werd Dubbelspoor in 2010 opnieuw hernomen, ditmaal met John Taylor en Hillary Blake Firestone als performers. 
Van 2011 tot 2013 was ze interim directeur van Dansgroep Amsterdam.
In 2015 maakt ze naar een idee van componist en auteur Elmer Schönberger Gezien Giacometti, een muziektheaterstuk over de schilder Alberto Giacometti.
In 2019, vlak voor het uitbreken van de Coronacrisis in Nederland, maakt ze voor Oorkaan de muziektheater productie Vreemde Streken voor jeugd van 6 tot 106.

## Coach en bestuurder
Ze was lid van de commissie Bijzondere Projecten van de Amsterdamse Kunstraad (1983-1987), lid van de commissie internationale coproducties van het Fonds voor de Podiumkunsten (1998-1999), lid van de selectiecommissie Choreografieprijs van het Amsterdams Fonds voor de Kunst (1999-2000), voorzitter van de commissie dans van de Raad voor Cultuur (2010-2011) en lid van de adviescommissie compositie van het Fonds voor de Podiumkunsten (2013).
Van 1984 tot 1988 was ze bestuurslid van het Nederlands Instituut voor de Dans, van 1990 tot 1994 bestuurslid van het Amsterdams Fonds voor de Kunst en van 1993 tot 1999 van de Stichting Das-Arts. Van 2000 tot 2008 was ze bestuurslid van het Nederlands Ballet Orkest/Holland Symfonia en van 2012 tot 2016 van het Omscholingsfonds Dansers.
Blankert was ook actief als coach en bestuurslid in de stichtingen van collega’s, waaronder Nanine Linning, Malcolm Rock, Marijke Beversluis, Keren Levy, Silbersee, Robert van Heumen, Jacob Lekkerkerker, Liat Waysbort, Dunja Jocic, Man/Co en Ivgi&Greben.

## Erkenning
- 1992 - de Zwaan, VSCD Choreografieprijs